# Botanophila palgongsana
Botanophila palgongsana este o specie de muște din genul Botanophila, familia Anthomyiidae, descrisă de Suh și Kae Kyoung Kwon în anul 1986.
Este endemică în South Korea. Conform Catalogue of Life specia Botanophila palgongsana nu are subspecii cunoscute.